# Centre commercial Grand Sud
Le centre commercial Grand Sud, aussi appelé centre commercial Canabady ou centre commercial ZAC Canabady, est un centre commercial de l'île de La Réunion, département et région d'outre-mer français dans le sud-ouest de l'océan Indien. Il est situé à sur le territoire de la commune de Saint-Pierre.